# Jalo Lahdensuo
1. Viljami Kalliokoski
2. Toivo Janhonen
3. Arvi Oksala
4. Pekka Heikkinen
5. Antti Kukkonen
6. Juho Niukkanen
7. Kyösti Kallio
8. Rudolf Holsti
9. Jalo Lahdensuo,
10. Vihtori Vesterinen
11. Yrjö Puhakka
12. Kalle Kauppi
13. Urho Kekkonen;

- en arrière-plan Oiva Huttunen.

Jalo Toivo Lahdensuo (né Lagerstedt le 21 octobre 1882 à Lapua et mort le 6 octobre 1973 à Seinäjoki) est un homme politique finlandais,,.

## Biographie
De 1915 à 1926, Jalo Lahdensuo est recteur du lycée agricole de Lapua.

## Carrière politique
Jalo Lahdensuo est député ML de la circonscription de Vaasa du  7 décembre 1921 au 14 février 1938,.
Jalo Lahdensuo est ministre de l'Agriculture du gouvernement Ingman II (31.05.1924–22.11.1924) et Ministre de la Défense des gouvernements Sunila I (17.12.1927–22.12.1928) et Sunila II (21.03.1931–14.12.1932).
Il est aussi Ministre des Transports et des Travaux publics  des gouvernements Kallio III (16.08.1929–04.07.1930) et Kallio IV (07.10.1936–12.03.1937),.
Il reçoit le titre de conseiller agricole en 1938.